# Iniciativa Hospital Amigo da Criança
A Iniciativa Hospital Amigo da Criança (IHAC) é uma estratégia lançada no mundo inteiro pela Organização Mundial da Saúde e UNICEF em 1991 com o intuito de promover, proteger e apoiar o aleitamento materno no âmbito hospitalar. A iniciativa consiste no treinamento dos profissionais de saúde do estabelecimento de saúde para o cumprimento dos dez passos para o sucesso do aleitamento materno.

## Dez passos

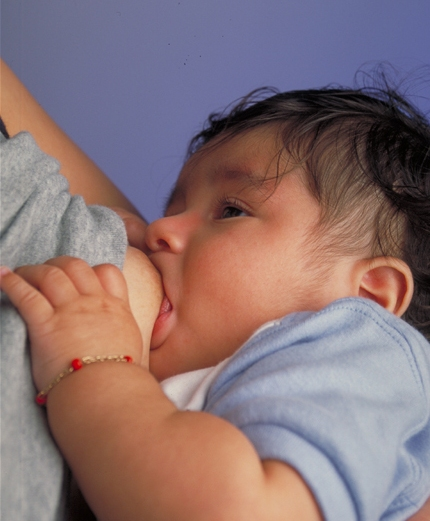
Promoção, proteção e apoio ao aleitamento materno

A iniciativa prescreve dez passos para o sucesso do aleitamento materno:
1. Ter uma norma escrita sobre aleitamento materno, que deve ser rotineiramente transmitida a toda a equipe do serviço.
2. Treinar toda a equipe, capacitando-a para implementar essa norma.
3. Informar todas as gestantes atendidas sobre as vantagens e o manejo da amamentação.
4. Ajudar a mãe a iniciar a amamentação na primeira meia hora após o parto.
5. Mostrar às mães como amamentar e como manter a lactação, mesmo se vierem a ser separadas de seus filhos.
6. Não dar a recém-nascido nenhum outro alimento ou bebida além do leite materno, a não ser que tenha indicação clínica.
7. Praticar o alojamento conjunto – permitir que mães e bebês permaneçam juntos 24 horas por dia.
8. Encorajar a amamentação sob livre demanda.
9. Não dar bicos artificiais ou chupetas a crianças amamentadas.
10. Encorajar o estabelecimento de grupos de apoio à amamentação, para onde as mães devem ser encaminhadas por ocasião da alta hospitalar.

## Resultados
A iniciativa pode aumentar não somente a duração do aleitamento materno durante a internação hospitalar, mas pode melhorar o perfil do aleitamento de uma cidade inteira. Em estudo no Boston Medical Center, foi constatado um aumento do percentual de mães que amamentavam durante a internação de 58% para 86,5% após a adoção da iniciativa.

## Estrutura
Em 2001, dez anos após o lançamento do programa, havia 31 mil estabelecimentos qualificados como "amigos da criança" por terem conseguido implantar com sucesso os dez passos. No Brasil, a iniciativa foi adotada pelo Ministério da Saúde em 1992. Em 2012, havia 335 hospitais com esta qualificação.